# Akialoa lanaiensis
L'akialoa di Lanai, o, più correttamente, akialoa di Lanai (Akialoa lanaiensis (Rothschild, 1893)) è un uccello passeriforme estinto della famiglia Fringillidae.

## Descrizione

### Dimensioni
Misurava 16–17 cm di lunghezza.

### Aspetto
Si trattava di uccelli dall'aspetto robusto, muniti di ali arrotondate, coda corta e squadrata, zampe forti, ma soprattutto di un lungo becco sottile e ricurvo che raggiungeva dimensioni maggiori nei maschi rispetto alle femmine.

Il piumaggio mostrava dimorfismo sessuale: in entrambi i sessi esso era dominato dorsalmente dai toni del verde oliva, con decise sfumature brune su fronte, vertice, ali e coda, mentre faccia, gola, petto e ventre erano gialli nei maschi e biancastri nelle femmine, al massimo con sfumature giallastre ai lati di collo e petto. In ambedue i sessi gli occhi erano di colore bruno scuro, mentre becco e zampe erano neri.

## Biologia
Gli akialoa di Lanai erano uccelli diurni che si muovevano da soli o in coppie, passando la maggior parte della propria giornata a percorrere i tronchi degli alberi alla ricerca di cibo, utilizzando il lungo becco come sonda.

### Alimentazione
Questi uccelli si nutrivano perlopiù di insetti ed altri piccoli invertebrati che venivano estratti dalle fessure della corteccia o dagli ammassi di epifite mediante il lungo becco ricurvo, che trovava inoltre impiego per suggere il nettare dai fiori di campanulacee autoctone, altra importante fonte di cibo per questi uccelli.

### Riproduzione
Non esistono osservazioni dirette della riproduzione di questa specie: tuttavia, essendo questo evento molto conservativo in tutti i drepanidini, si ritiene che essa non differisca significativamente per modalità e tempistiche rispetto a quello delle altre specie affini, che sono monogame e depongono due uova in un nido a coppa, collaborando nell'allevamento della prole.

## Distribuzione e habitat
Come intuibile dal nome comune, l'akialoa di Lanai era endemico dell'isola di Lanai, dove popolava le aree di foresta montana con presenza di alberi di koa e ohia lehua.

## Estinzione
In base ai reperti subfossili, si ipotizza che questi uccelli fossero in passato diffusi in tutta quella massa di terra che fu un tempo Maui Nui, ossia anche nelle isole di Kahoolawe, Maui e Molokai oltre che su Lanai: verosimilmente, l'arrivo di coloni polinesiani e la conseguente alterazione dell'habitat degli akialoa di Lanai, con l'abbattimento di gran parte delle foreste per far spazio ad aree coltivate, insediamenti e pascoli, ne causò la scomparsa dalla maggior parte del proprio areale oltre che un'estrema rarefazione, che con l'arrivo dei coloni europei e la successiva introduzione di specie aliene e malattie alle quali questi uccelli non erano immunizzati si tramutò in estinzione vera e propria.
Fra la scoperta scientifica dell'akialoa di Lanai, avvenuta nel 1892, e la sua estinzione, avvenuta solo due anni dopo, nel 1894 (prima specie di akialoa a scomparire, seguita a breve giro di posta dalle altre), vi sono stati solo tre avvistamenti, molto verosimilmente riferiti a membri di una stessa covata.